# Royal Rumble (2024)
Cet article concerne l'édition 2024 du pay-per-view Royal Rumble. Pour toutes les autres éditions, voir Royal Rumble.
L'édition 2024 du Royal Rumble est un Premium Live Event de catch (lutte professionnelle) produit par la World Wrestling Entertainment, une fédération de catch américaine qui est télédiffusée et visible en paiement à la séance sur le WWE Network, ainsi que sur la chaîne de télévision française AB1. L'événement a eu lieu le 27 janvier 2024 au Tropicana Field à Tampa (Floride). Il s'agit de la trente-septième édition du Royal Rumble, qui fait partie avec WrestleMania, SummerSlam et les Survivor Series du « Big Four » à savoir « les Quatre Grands », les quatre plus grands, anciens et prestigieux événements que produit la compagnie chaque année.
Le main-event de la soirée est le traditionnel 30-Man Royal Rumble match, une bataille royale exposant 30 catcheurs durant un combat commençant tel un combat en 1 contre 1 standard, mais un nouvel entrant arrive au bout d'un temps prédéfini (en théorie 90 secondes), et ceci de façon régulière jusqu'à ce que tous les participants aient fait leur entrée. Comme pour une bataille royale standard, un combattant est éliminé si, après être passé par-dessus la troisième corde du ring, ses deux pieds touchent le sol.

## Contexte
Les spectacles de la World Wrestling Entertainment (WWE) sont constitués de matchs aux résultats prédéterminés par les scénaristes de la WWE. Ces rencontres sont justifiées par des storylines – une rivalité entre catcheurs, la plupart du temps – ou par des qualifications survenues dans les shows de la WWE telles que Raw, SmackDown, NXT et 205 Live. Tous les catcheurs possèdent un gimmick, c'est-à-dire qu'ils incarnent un personnage gentil (Face) ou méchant (Heel), qui évolue au fil des rencontres. Un événement comme le Royal Rumble est donc un événement tournant pour les différentes storylines en cours,.

### Roman Reigns (c) contre Randy Orton contre AJ Styles contre LA Knight
Le 4 novembre à Crown Jewel, Roman Reigns conserve son titre Universel incontesté de la WWE en battant LA Knight. Le 25 novembre aux Survivor Series: WarGames, Randy Orton fait son retour de blessure, après un an d'absence, et aide son équipe à battre le Judgment Day et Drew McIntyre dans un Men's WarGames match. Le 1er décembre à SmackDown, il rejoint officiellement le show bleu. Quatorze soirs plus tard à SmackDown, AJ Styles fait aussi son retour de blessure après 2 mois d'absence, vient en aide à Randy Orton et LA Knight, tous deux attaqués par le trio de la Bloodline, mais effectue un Tweener Turn en attaquant le second. La semaine suivante à SmackDown, Nick Aldis, le GM du show bleu, annonce que les trois hommes vont s'affronter dans un Triple Threat match, dans lequel le vainqueur deviendra aspirant n°1 à la ceinture du Samoan au PLE.
Le 5 janvier 2024 à SmackDown: New Year's Revolution, les trois catcheurs se font agresser par le trio de la Bloodline pendant leur match, puis Nick Aldis annonce à Paul Heyman que Roman Reigns défendra sa ceinture contre ses trois victimes lors du PLE.

### Logan Paul (c) contre Kevin Owens
Le 4 novembre à Crown Jewel, Logan Paul devient le nouveau champion des États-Unis en battant Rey Mysterio. Le 1er décembre à SmackDown, il fait sa première apparition en tant que champion et annonce l'organisation d'un tournoi, dans lequel le vainqueur deviendra aspirant n°1 à sa ceinture au PLE.
Le 5 janvier 2024 à SmackDown: New Year's Revolution, Kevin Owens remporte le tournoi en battant Santos Escobar en finale.

### Royal Rumble matchmasculin et féminin
Comme le veut la tradition depuis la toute première édition en 1988, le pay-per-view comporte un Royal Rumble match en guise de Main-Event (Combat de Tête d'Affiche), dont le grand vainqueur reçoit un combat de championnat mondial à WrestleMania XL, l’événement phare de l'année. À la suite du retour de la Brand Extension, une nouvelle stipulation a été ajoutée : Le vainqueur remporte un match pour le titre mondial de son choix, nonobstant sa division d'origine.
Depuis 2018, l'évènement comporte également un Royal Rumble match féminin. Comme pour les hommes, la gagnante obtiendra un match de championnat féminin majeur de son choix au plus grand show du monde du catch.

## Tableau des matchs
| Ordre par numéros                                                                         | Résultat                                                                          | Stipulation(s) | Temps   |
| ----------------------------------------------------------------------------------------- | --------------------------------------------------------------------------------- | --- | ------- |
| 1                                                                                         | Bayley remporte le Women's Royal Rumble match en éliminant en dernière Liv Morgan | 30-Women Royal Rumble match La gagnante deviendra automatiquement aspirante n°1 au championnat féminin majeur de son choix à WrestleMania XL | 1:05:00 |
| 2                                                                                         | Roman Reigns (c) (avec Paul Heyman) bat Randy Orton, AJ Styles et LA Knight       | Fatal 4-Way match pour l'Undisputed WWE Universal Championship                                                                               | 19:30   |
| 3                                                                                         | Logan Paul (c) bat Kevin Owens par disqualification                               | Match simple pour le WWE United States Championship                                                                                          | 14:00   |
| 4                                                                                         | Cody Rhodes remporte le Men's Royal Rumble match en éliminant en dernier CM Punk  | 30-Man Royal Rumble match Le gagnant deviendra automatiquement aspirant n°1 au championnat masculin majeur de son choix à WrestleMania XL    | 1:08:25 |
| La lettre C placée entre parenthèses désigne la personne ou l’équipe championne en titre. |                                                                                   | |         |

### Entrées et éliminations duMen's Royal Rumble match
- Raw
 - SmackDown
 - NXT
 - Agent libre ou Hall of Famer
 - le vainqueur
| Numéro | Entrant           | Division    | Ordre d'élimination | Éliminé par      | Temps | Élimination(s) |
| ------ | ----------------- | ----------- | ------------------- | ---------------- | ----- | -------------- |
| 1      | Jey Uso           | Raw         | 23                  | Gunther          | 50:55 | 1              |
| 2      | Jimmy Uso         | SmackDown   | 12                  | Bron Breakker    | 34:09 | 0              |
| 3      | Grayson Waller    | SmackDown   | 1                   | Carmelo Hayes    | 04:05 | 0              |
| 4      | Andrade           | Agent libre | 8                   | Bronson Reed     | 22:59 | 0              |
| 5      | Carmelo Hayes     | NXT         | 6                   | Finn Bálor       | 17:06 | 1              |
| 6      | Shinsuke Nakamura | Raw         | 9                   | Cody Rhodes      | 20:51 | 0              |
| 7      | Santos Escobar    | SmackDown   | 2                   | Carlito          | 06:37 | 0              |
| 8      | Karrion Kross     | SmackDown   | 4                   | Bobby Lashley    | 06:20 | 1              |
| 9      | Dominik Mysterio  | Raw         | 21                  | CM Punk          | 33:19 | 1              |
| 10     | Carlito           | SmackDown   | 3                   | Bobby Lashley    | 02:23 | 1              |
| 11     | Bobby Lashley     | SmackDown   | 5                   | Karrion Kross    | 01:34 | 2              |
| 12     | Ludwig Kaiser     | Raw         | 10                  | Kofi Kingston    | 09:29 | 0              |
| 13     | Austin Theory     | SmackDown   | 7                   | Cody Rhodes      | 03:58 | 0              |
| 14     | Finn Bálor        | Raw         | 13                  | Bron Breakker    | 11:21 | 1              |
| 15     | Cody Rhodes       | Raw         | —                   | Vainqueur        | 43:21 | 4              |
| 16     | Bronson Reed      | Raw         | 14                  | Omos             | 10:39 | 1              |
| 17     | Kofi Kingston     | Raw         | 11                  | Gunther          | 03:34 | 1              |
| 18     | Gunther           | Raw         | 28                  | Cody Rhodes      | 30:10 | 3              |
| 19     | Ivar              | Raw         | 15                  | Bron Breakker    | 04:57 | 0              |
| 20     | Bron Breakker     | NXT         | 18                  | Dominik Mysterio | 05:19 | 4              |
| 21     | Omos              | Agent libre | 17                  | Bron Breakker    | 02:43 | 1              |
| 22     | Pat McAfee        | Agent libre | 16                  | Lui-même         | 00:38 | 0              |
| 23     | JD McDonagh       | Raw         | 19                  | Jey Uso          | 00:03 | 0              |
| 24     | R-Truth           | Raw         | 20                  | Damian Priest    | 02:56 | 0              |
| 25     | The Miz           | Raw         | 22                  | Gunther          | 06:06 | 0              |
| 26     | Damian Priest     | Raw         | 25                  | Sami Zayn        | 10:24 | 1              |
| 27     | CM Punk           | Raw         | 29                  | Cody Rhodes      | 21:45 | 2              |
| 28     | Ricochet          | Raw         | 24                  | Drew McIntyre    | 05:10 | 0              |
| 29     | Drew McIntyre     | Raw         | 27                  | CM Punk          | 09:52 | 2              |
| 30     | Sami Zayn         | Raw         | 26                  | Drew McIntyre    | 03:19 | 1              |

- Jey Uso est celui qui est resté le plus longtemps sur le ring : 50 minutes et 55 secondes.
- Bron Breakker et Cody Rhodes sont les deux catcheurs ayant réussi le plus d'éliminations de ce Royal Rumble : 4 éliminations
- JD McDonagh est celui qui est resté le moins longtemps sur le ring : 3 secondes.
- Cody Rhodes devient le quatrième catcheur à remporter le Royal Rumble deux années de suite (après Hulk Hogan en 1990-1991, Shawn Michaels en 1995-1996 et Stone Cold Steve Austin en 1997-1998).

### Entrées et éliminations duWomen's Royal Rumble match
- Raw
 - SmackDown
 - NXT
 - Agente libre
 - La Vainqueure
| Numéro | Entrant          | Division     | Ordre d'élimination | Éliminé par                    | Temps   | Élimination(s) |
| ------ | ---------------- | ------------ | ------------------- | ------------------------------ | ------- | -------------- |
| 1      | Natalya          | Raw          | 3                   | Tegan Nox                      | 20:57   | 0              |
| 2      | Naomi            | Agente libre | 25                  | Jade Cargill                   | 1:02:18 | 2              |
| 3      | Bayley           | SmackDown    | —                   | Vainqueure                     | 1:03:03 | 7              |
| 4      | Candice LeRae    | Raw          | 2                   | Bayley, Asuka et Kairi Sane    | 15:23   | 0              |
| 5      | Jordynne Grace   | Agente libre | 7                   | Bianca Belair                  | 19:10   | 0              |
| 6      | Indi Hartwell    | Raw          | 1                   | Bayley                         | 03:23   | 0              |
| 7      | Asuka            | SmackDown    | 6                   | Katana Chance et Kayden Carter | 12:59   | 1              |
| 8      | Ivy Nile         | Raw          | 10                  | Nia Jax                        | 23:27   | 0              |
| 9      | Katana Chance    | Raw          | 13                  | Nia Jax                        | 25:48   | 1              |
| 10     | Bianca Belair    | SmackDown    | 26                  | Bayley                         | 47:46   | 1              |
| 11     | Kairi Sane       | SmackDown    | 5                   | Kayden Carter                  | 05:00   | 1              |
| 12     | Tegan Nox        | Raw          | 4                   | Bayley                         | 01:22   | 1              |
| 13     | Kayden Carter    | Raw          | 8                   | Piper Niven                    | 11:48   | 2              |
| 14     | Chelsea Green    | Raw          | 14                  | Becky Lynch                    | 17:32   | 0              |
| 15     | Piper Niven      | Raw          | 12                  | Nia Jax                        | 12:39   | 1              |
| 16     | Xia Li           | Raw          | 9                   | Nia Jax                        | 06:46   | 0              |
| 17     | Zelina Vega      | SmackDown    | 17                  | Shayna Baszler et Zoey Stark   | 20:00   | 0              |
| 18     | Maxxine Dupri    | Raw          | 11                  | Bayley                         | 06:39   | 0              |
| 19     | Nia Jax          | Raw          | 21                  | Jade Cargill                   | 20:15   | 8              |
| 20     | Shotzi           | SmackDown    | 20                  | Nia Jax                        | 15:14   | 0              |
| 21     | Becky Lynch      | Raw          | 24                  | Naomi                          | 22:29   | 1              |
| 22     | Alba Fyre        | SmackDown    | 16                  | Naomi                          | 06:21   | 0              |
| 23     | Shayna Baszler   | Raw          | 18                  | Nia Jax                        | 08:27   | 1              |
| 24     | Valhalla         | Raw          | 15                  | Nia Jax                        | 00:05   | 0              |
| 25     | Michin           | SmackDown    | 19                  | Nia Jax                        | 05:02   | 0              |
| 26     | Zoey Stark       | Raw          | 22                  | Liv Morgan                     | 09:58   | 1              |
| 27     | Roxanne Perez    | NXT          | 23                  | Tiffany Stratton               | 08:29   | 0              |
| 28     | Jade Cargill     | Agente libre | 28                  | Liv Morgan                     | 11:03   | 2              |
| 29     | Tiffany Stratton | NXT          | 27                  | Bayley                         | 06:52   | 1              |
| 30     | Liv Morgan       | Raw          | 29                  | Bayley                         | 06:26   | 2              |

- R-Truth est entré dans le Women's Royal Rumble 2024 en même temps que Valhalla (24e) et a tenu 14 secondes sur le ring avant d'être éliminé par Nia Jax.

- Bayley est celle qui est restée la plus longtemps sur le ring : 1 heure 3 minute et 3 secondes, battant ainsi le record de la plus longue participation à un Royal Rumble match féminin qui était détenu par Rhea Ripley en 2023 (1 heure 1 minute et 8 secondes).
- Nia Jax est celle ayant réussi le plus d'éliminations de ce Royal Rumble : 8 éliminations, égalant le record détenu par Bianca Belair et Shayna Baszler en 2020
- Valhalla est celle qui est restée le moins longtemps sur le ring : 5 secondes, égalant le record détenu par Chelsea Green en 2023